# Ефимовское (Ярославская область)
Ефимовское — деревня в Первомайском районе Ярославской области, входит в состав Кукобойского сельского поселения, является центром Новинковского сельского округа.

## География
Расположена в 27 км на юго-запад от центра поселения села Кукобой и в 58 км на северо-запад от райцентра посёлка Пречистое. 

## История
В конце XIX — начале XX века деревня входила в состав Катринской волости Пошехонского уезда Ярославской губернии.
С 1929 года деревня в составе Новинковского сельсовета Первомайского района, с 2005 года — в составе Кукобойского сельского поселения.

## Население
| 1859 | 1914 | 2002 | 2007 | 2010 |
| ---- | ---- | ---- | ---- | ---- |
| 69   | ↗93  | ↘60  | ↘59  | ↘37  |